# Море Шамплена
Мо́ре Шампле́на — бывший временный узкий морской залив Атлантического океана, паратропическое, или континентальное море, созданное отступающими ледниками в конце ледникового периода. Оно когда-то занимало территорию современных канадских провинций Квебек и Онтарио, а также частично американских штатов Нью-Йорк и Вермонт.
Несколько тысяч лет назад масса льда с континентальных ледниковых щитов придавила горную породу под собой и, как только лёд растаял, порода начала возвращаться в исходное положение. Этот процесс является постепенным и известен как изостатическая отдача. Когда горная порода всё ещё оставалась сдавленной, долины рек Святого Лаврентия и Оттавы, как и современное озеро Шамплейн, находились ниже уровня моря и оказались затоплены, когда лёд уже не мешал водам океана.
Это море существовало примерно с X по VII тысячелетие до н. э. и постоянно уменьшалось, так как восстанавливающийся континент постепенно поднимался над уровнем моря. В максимальном размере море врезалось вглубь материка на юг до озера Шамплейн, а на запад примерно до современной Оттавы (Онтарио). В это время море подпитывалось остававшимися ледниками, в результате оно было менее солёным, чем обычная морская вода. По оценкам, море имело максимальную глубину 150 м.
В настоящее время об этом море свидетельствуют окаменелости китов (белух, полосатиков и гренландских китов) и морские раковины, найденные около городов Оттава (Онтарио) и Монреаль (Квебек), древние береговые линии в бывших прибрежных регионах и залежи ледского ила. Видимая древняя береговая линия находится примерно в 40 км к северо-востоку от горы Пакенхэм (Онтарио) и известна в настоящее время как эскарп Эрдли в холмах Гатино в провинции Квебек.